# شهرستان چیلگوک
شهرستان چیلگوک (به انگلیسی: Chilgok County) یک منطقهٔ مسکونی در کره جنوبی است که در جئونسانگبوک-دو واقع شده‌است. شهرستان چیلگوک ۴۵۱ کیلومتر مربع مساحت و ۱۰۷٬۱۵۸ نفر جمعیت دارد.